# Jesu Kristi Levningskirke af Sidste Dages Hellige
Jesu Kristi Levningskirke af Sidste Dages Hellige (eng: Remnant Church of Jesus Christ of Latter Day Saints) er en mindre mormonkirke, som skilte sig fra Kristi Samfund og blev organiseret i år 2000. Kirken ledes som den eneste af mormonkirkerne af en direkte efterkommer af Joseph Smith ved navn Frederick Niels Larsen. Kirken mener, at den er den rette arvtager af den kristi kirke, som Joseph Smith grundlagde i 1830, og at den dermed er den sande kirke på jord.
En af grundende til at kirken splittede sig fra Kristi Samfund var, at de ikke kunne acceptere Kristi Samfunds beslutning om at tillade kvindelige præster.
De tror også den sande kirke skal ledes af en direkte efterkommer af Joseph Smith, hvilket ikke længere er tilfældet for Kristi Samfund.
Som hellige skrifter benytter Jesu Kristi Levningskirke Joseph Smiths oversættelse af Bibelen, Mormons Bog og Lære og Pagter.